# The Plane
The Plane (Plane) è un film del 2023 diretto da Jean-François Richet.

## Trama
A seguito di una tempesta che danneggia un aereo di compagnia, il pilota Brodie Torrance è costretto a un atterraggio d'emergenza, nel quale il velivolo atterra sull'isola di Jolo nelle Filippine. I passeggeri vengono presto presi in ostaggio dai miliziani locali dell'isola; per salvarli, Torrence chiede l'aiuto di Louis Gaspare, un passeggero che ha avuto un'estradizione dopo essere stato accusato di omicidio, e insieme fanno squadra per salvare i passeggeri dell'aereo e fuggire dall'isola.

## Produzione
Il 23 luglio 2016, MadRiver Pictures acquistò The Plane, un'opera originale dal romanziere Charles Cumming, i cui produttori sarebbero stati Marc Butan, Lorenzo di Bonaventura e Mark Vahradian (questi ultimi due della Di Bonaventura Pictures). Nell'ottobre 2019, fu annunciato che Gerard Butler si sarebbe unito al cast, e che avrebbe diretto il film insieme ad Alan Siegel.
A novembre 2019, Lionsgate Films acquisì i diritti di distribuzione del film, ma nel novembre 2020, il progetto fu abbandonato dopo che andò in fumo l'assicurazione contro la pandemia di COVID-19, poiché lo studio non volle rischiare il budget di $50 milioni per il film, e la Solstice Studios acquistò i diritti del film. Nel maggio 2021, Lionsgate riacquistò però i diritti del film.
Nell'agosto 2021, al cast si sarebbero uniti Kelly Gale, Mike Colter, Daniella Pineda, Yoson An, Remi Adeleke, Haleigh Hekking, Lilly Krug, Joey Slotnick e Oliver Trevena. Le riprese del film iniziarono nello stesso mese a Porto Rico. In un suo podcast, Colter dichiarò che il film si sarebbe concentrato più sullo sviluppo dei personaggi che sulle scene d'azione. L'11 ottobre 2021, mentre le riprese del film stavano finendo, fu annunciata l'aggiunta di Tony Goldwyn e Paul Ben-Victor nel cast.

## Distribuzione
Il film è stato distribuito nelle sale cinematografiche statunitensi a partire dal 13 gennaio 2023, e in quelle italiane dal 25 gennaio dello stesso anno.